# Kleingebiet Jánoshalma
Das Kleingebiet Jánoshalma (ungarisch Jánoshalmi kistérség) war bis Ende 2012 eine ungarische Verwaltungseinheit (LAU 1) innerhalb des Komitats Bács-Kiskun in der Südlichen Großen Tiefebene. Im Zuge der Verwaltungsreform von 2013 gingen alle vier Gemeinden zusammen mit der Gemeinde Rém aus dem Kleingebiet Baja in den neuen Kreis Jánoshalma (ungarisch Jánoshalmai járás) über.
Das Kleingebiet hatte 15.991 Einwohner (Ende 2012) auf einer Fläche von 399,10 km² und umfasste 4 Gemeinden.
Der Verwaltungssitz war in der Stadt Jánoshalma.

## Städte
- Jánoshalma (8.941 Ew.)
- Mélykút (5.165 Ew.)

## Gemeinden
- Borota
- Kéleshalom

Koordinaten: 46° 17′ N, 19° 18′ O